# Паркерс-Прери (город, Миннесота)
Паркерс-Прери (англ. Parkers Prairie) — город в округе Оттер-Тейл, штат Миннесота, США. На площади 3 км² (3 км² — суша, водоёмов нет), согласно переписи 2002 года, проживают 991 человек. Плотность населения составляет 325 чел./км².
- Телефонный код города — 218
- Почтовый индекс — 56361
- FIPS-код города — 27-49732[1]
- GNIS-идентификатор — 0649161[2]